# I-58
I-58 – japoński okręt podwodny typu B3 (I-53) dowodzony przez kmdr. por. Mochitsurę Hashimoto. I-58 został zwodowany 30 czerwca 1943 roku, ukończony 7 września 1944 roku. Został wyposażony w radar przeszukiwania przestrzeni powietrznej oraz powierzchni, a także przystosowany do przenoszenia żywych torped kaiten. Biorąc udział w wojnie podwodnej na Pacyfiku, 29 lipca 1945 roku zatopił konwencjonalnymi torpedami amerykański ciężki krążownik USS „Indianapolis” (CA-35). Był jednym z zaledwie kilku japońskich okrętów podwodnych, które biorąc udział w wojnie przetrwały ją.

## Historia służby

### Zatopienie Indianapolis
O godzinie 23:00 dnia 29 lipca 1945 I-58 wynurzył się 250 mil na północ od Palau i skierował się na południe. Oficer nawigacyjny porucznik Tanaka dostrzegł okręt zbliżający się od wschodu z prędkością 12 węzłów, płynący prostym kursem i nie zygzakujący. Kmdr por. Hashimoto błędnie zidentyfikował cel jako pancernik typu Idaho. W rzeczywistości dostrzeżonym okrętem był ciężki krążownik Indianapolis (CA-35), powracający do Guam z Leyte po dostarczeniu elementów bomby atomowej Little Boy z San Francisco do Tinian. Okręt operował samodzielnie, bez eskorty niszczycieli, nie był wyposażony w sonar. Stanowił w związku z tym łatwy cel dla ataku.
I-58 zanurzył się i przygotował do odpalenia konwencjonalne torpedy Typ 95. O godzinie 23:26 czasu tokijskiego (JST) odpalono pełną salwę 6 torped w odstępach 2 sekundowych. Dziewięć minut później dowódca zaobserwował 3 eksplozje na sterburcie nieprzyjacielskiego okrętu, w równych interwałach czasowych. Indianapolis zatrzymał się ze znacznym przechyłem na sterburtę i przegłębieniem na dziób. Kmdr por. Hashimoto zdecydował się na ponowienie ataku. I-58 zanurzył się i przeładował torpedy. W międzyczasie, o godzinie 00:28 30 lipca 1945, Indianapolis przewrócił się do góry stępką i zatonął, na pozycji 12°02′N 134°48′E. I-58 nie mógł zlokalizować celu przez peryskop, wynurzył się i odpłynął na północ z pełna prędkością, ładując akumulatory.

### Koniec wojny
W dniu 18 sierpnia 1945 wpłynął do portu Kure. Japonia poddała się 2 września. 1 kwietnia 1946, w ramach operacji planowego pozbywania się japońskich okrętów (kryptonim "Operation Road's End") został po wymontowaniu cennych elementów wyposażenia wyholowany z Sasebo przez okręt-bazę okrętów podwodnych Nereus (AS-17) w pobliże wysp Gotō (pozycja 32°37′N 129°17′E) i zatopiony.